# Kürzbarkeit
Kürzbarkeit ist eine Eigenschaft von Elementen einer algebraischen Struktur.

## Kürzbare/reguläre Elemente
Gegeben sei ein Gruppoid/Magma {\displaystyle (M,*)}.

### Definition
Ein Element {\displaystyle c\in M} heißt linkskürzbar oder linksregulär, wenn für alle {\displaystyle a,b\in M} gilt:
{\displaystyle c*a=c*b\implies a=b,}
und  rechtskürzbar oder rechtsregulär, wenn für alle {\displaystyle a,b\in M} gilt:
{\displaystyle a*c=b*c\implies a=b.}
{\displaystyle c\in M} heißt zweiseitig kürzbar bzw. zweiseitig regulär oder einfach nur kürzbar bzw. regulär, wenn {\displaystyle c} links- und rechtskürzbar ist.

### Bemerkung
Ist * kommutativ, sind alle drei Arten der Kürzbarkeit gleich, im Allgemeinen jedoch nicht.

### Beispiel
- In einem Ring {\displaystyle (R,+,\cdot )} ist ein Element genau dann kürzbar, wenn es ein Nichtnullteiler ist.
- In einer Quasigruppe sind alle Elemente kürzbar.

## Kürzbare/reguläre Halbgruppen

### Definition
Eine Halbgruppe {\displaystyle (S,*)} heißt kürzbar oder regulär, wenn jedes {\displaystyle a\in S} kürzbar ist.

### Beispiele
- Die Menge der natürlichen Zahlen mit der üblichen Addition {\displaystyle (\mathbb {N} ,+)} oder mit der üblichen Multiplikation {\displaystyle (\mathbb {N} ,\cdot )} ist eine kürzbare Halbgruppe.
- Die Menge der natürlichen Zahlen mit dem Maximum {\displaystyle (\mathbb {N} ,{\text{max}})} oder mit dem Minimum {\displaystyle (\mathbb {N} ,{\text{min}})} ist keine kürzbare Halbgruppe.